# Хмельницька гуманітарно-педагогічна академія
Хмельницька гуманітарно-педагогічна академія — заклад вищої освіти гуманітарно-педагогічного спрямування у Хмельницькому, один із найдавніших педагогічних закладів Поділля.

## Історія вишу
Заснований в Проскурові у 1921 році. З 12 жовтня 1921 року заклад функціонував як вищі педагогічні курси, згодом — педагогічний технікум, педагогічне училище, а 11 липня 2000 року рішенням Державної акредитаційної комісії України статус навчального закладу змінено, йому надано назву «Хмельницький гуманітарно-педагогічний інститут». 1 лютого 2006 року заклад реорганізовано в Хмельницьку гуманітарно-педагогічну академію.

## Напрями підготовки
Підготовка спеціалістів ведеться за такими освітніми ступенями:
- «молодший спеціаліст»,
- «бакалавр»,
- «магістр».
- «доктор філософії»

У 2019—2020 навчальному році студенти мають змогу отримати такі спеціальності:
- Вихователь дітей дошкільного віку
- Вчитель початкових класів
- Вчитель музики, музичний керівник
- Артист-вокаліст, викладач вокалу, викладач гри на музичному інструменті
- Вчитель англійської (німецької) мови та зарубіжної літератури
- Вчитель української мови та літератури
- Вчитель інформатики та англійської мови
- Вчитель історії
- Вчитель образотворчого мистецтва
- Хореограф
- Практичний психолог
- Соціальний педагог, педагог-організатор
- Культуролог
- Туризмознавець
- Менеджер
- Викладач вищого навчального закладу

## Структура академії
Станом на 1 січня 2024 року в академії навчаються 842 студенти. Науково-педагогічний колектив академії — це 284 науковці, з них — 20 докторів наук, 19 професорів, 88 докторів філософії, 65 доцентів, 140 магістрів. Академія співпрацює з 53 вищими навчальними закладами та науковими установами України та світу.
У закладі обладнані аудиторії, навчальні кабінети та лабораторії, методичні кабінети, кафедральні приміщення, є спортивний та тренажерний зали, спортивні майданчики та стадіон, зали хореографії, комп'ютерні класи та клас комп'ютерного аранжування, навчальні майстерні, їдальня, актовий зал (клуб), редакційно-видавничий відділ, інформаційно-методичні центри, мікроцентр розвитку дитини, психолого-педагогічний клуб, екологічна студія «Зелена планета» та ін. Є приміщення для роботи органів студентського самоврядування, медичний пункт, стоматологічний кабінет, музей історії академії, музей народного декоративно-ужиткового мистецтва, кімнати відпочинку.
Бібліотека нараховує 120 тисяч томів навчальної, методичної та художньої літератури. Читальний зал має 150 робочих місць. Функціонує читальний зал на 40 місць в гуртожитку. До послуг працівників та студентів електронна компакт-бібліотека, локальна електронна мережа з виходом в Інтернет.
Студентська їдальня і буфет обслуговують студентів та викладачів гарячими сніданками та обідами. Гуртожиток на 680 місць практично задовольняє потреби в ньому всіх студентів з інших міст та сіл.
Структура академії представлена трьома факультетами, тринадцятьма кафедрами. Структурним підрозділом академії є педагогічний коледж. В академії функціонують аспірантура та докторантура. Працюють спеціалізовані наукові ради з захисту дисертацій.
Для реалізації наукових напрямів діяльності в академії створено:
- Регіональну лабораторію професійної ступеневої підготовки початкової ланки освіти Інституту педагогічної освіти і освіти дорослих НАПН України.
- Регіональну лабораторію соціально-педагогічних проблем адаптації студентів до навчання в умовах їх ступеневої підготовки у вищому педагогічному навчальному закладі Університету менеджменту освіти НАПН України.
- Регіональну лабораторію проблем філософії освіти Інституту вищої освіти НАПН України.
- Подільське відділення Інституту мистецтвознавства, фольклористики та етнології ім. М. Т. Рильського НАН України.